# ستارگان (آلبوم)
ستارگان (اسپانیایی: Estrellas‎) هفتمین آلبوم استودیویی گروه موسیقی جیپسی کینگز است که در ۱۹۹۵ در اروپا و یک‌سال بعد در ایالات متحده آمریکا تحت عنوانِ «سرزمین کولی‌ها» منتشر شد.

## فهرست آهنگ‌ها و ترانه‌ها
| نسخهٔ اروپایی | نسخهٔ اروپایی                   | نسخهٔ اروپایی |
| شماره        | نام                            | مدت          |
| ------------ | ------------------------------ | ------------ |
| ۱.           | «رومبای نیکُلا»                 | ۳:۵۶         |
| ۲.           | «تقدیم به تو، تقدیم به تو»     | ۳:۳۶         |
| ۳.           | «همیشه زندگی‌ات را پایان می‌دهد» | ۴:۵۷         |
| ۴.           | «تا ابد» (بی‌کلام)              | ۳:۵۳         |
| ۵.           | «زن»                           | ۴:۱۷         |
| ۶.           | «کشاورز»                       | ۳:۳۰         |
| ۷.           | «کاتالونیا» (بی‌کلام)           | ۳:۴۱         |
| ۸.           | «پس می‌دانم»                    | ۳:۵۹         |
| ۹.           | «پرنده کوچک»                   | ۳:۰۶         |
| ۱۰.          | «سرزمین کولی‌ها» (بی‌کلام)       | ۳:۲۸         |
| ۱۱.          | «در کنار تو»                   | ۳:۱۲         |
| ۱۲.          | «عشق من»                       | ۴:۲۹         |
| ۱۳.          | «ستارگان» (بی‌کلام)             | ۳:۳۲         |

| نسخهٔ آمریکایی (سرزمین کولی‌ها) | نسخهٔ آمریکایی (سرزمین کولی‌ها)  | نسخهٔ آمریکایی (سرزمین کولی‌ها) |
| شماره                         | نام                            | مدت                           |
| ----------------------------- | ------------------------------ | ----------------------------- |
| ۱.                            | «تقدیم به تو، تقدیم به تو»     | ۳:۳۶                          |
| ۲.                            | «همیشه زندگی‌ات را پایان می‌دهد» | ۴:۵۷                          |
| ۳.                            | «ستارگان» (بی‌کلام)             | ۳:۳۲                          |
| ۴.                            | «عشق من»                       | ۴:۲۹                          |
| ۵.                            | «زن»                           | ۴:۱۷                          |
| ۶.                            | «سرزمین کولی‌ها» (بی‌کلام)       | ۳:۲۸                          |
| ۷.                            | «پرندهٔ کوچک»                   | ۳:۰۶                          |
| ۸.                            | «ماهیان درون رودخانه»          | ۳:۱۷                          |
| ۹.                            | «پی می‌دانم»                    | ۳:۵۹                          |
| ۱۰.                           | «کاتالونیا» (بی‌کلام)           | ۳:۴۱                          |
| ۱۱.                           | «در کنار تو»                   | ۳:۱۲                          |
| ۱۲.                           | «کشاورز»                       | ۳:۳۰                          |
| ۱۳.                           | «رومبای نیکُلا»                 | ۳:۵۶                          |